# Enric Marfany i Gosset
Enric Marfany i Gosset (Sant Julià de Lòria, 1877 - Barcelona, 3 de novembre del 1957) va ser sacerdot, organista i compositor.

## Biografia
El 1905 era organista de la parròquia de Ponts (càrrec que el 1912 ocupava mossèn Ritort), i posteriorment fou mestre de capella de la Seu d'Urgell (on tingué d'alumne el futur mestre Francesc Tàpies). El 1912 era organista de Santa Maria de Puigcerdà. Exercí aquesta darrera tasca fins al 1924, quan fou destinat a la parròquia barcelonina del Sant Àngel Custodi d'Hostafrancs on el 1928 i 1932-1934 era d'organista i director de la capella de música i encara se li cita
el 1944.
Compongué principalment música religiosa, per a orgue o per cor i orgue. Andorra la Vella i Sant Julià, el seu poble natal, li dedicaren sengles carrers.

## Obres
- El cant del Valira, per a cor
- Corazón santo, motet per a cor amb acompanyament d'orgue o harmònium
- Dueño de mi vida, motet per a cor amb acompanyament d'orgue o harmònium
- Goigs a llaor del Sant Àngel Custodi de la Ciutat de Barcelona
- Himno del Cincuentanario [de la congregació de Filles de Maria de Puigcerdà] (1919), per a veu i orgue, amb lletra de Manuel Trepat
- Jesús, vivir no puedo, motet per a cor amb acompanyament d'orgue o harmònium
- O salutaris, motet per a cor a tres veus amb acompanyament d'orgue o harmònium
- Trissagi marià, per a orgue
- Veni Sponsa Christi, per a cor i harmònium

D'atribució no segura (són d'un Enric Marfany, però no hi ha certesa que sigui aquest):
- Himne a la bandera andorrana, amb lletra de Joan Duró, enregistrat amb instrumentació de Joan Roure per l'Orfeó Andorrà i la Principal de la Bisbal en l'EP Himne andorrà (Barcelona: Àudiovisuals de Sarrià, 1989)
- Himne al Sant Crist de Balaguer, amb lletra de Jacint Verdaguer
- Marxa del Consell, per a orgue, enregistrat per la cobla Barcelona en l'LP Andorra (Barcelona: EDIGSA, 1969)